# 丘象隨
丘象随（?—?），字季貞，號西軒，浙江山陰縣人，清朝文人。

## 生平
康熙十八年舉博學鴻詞科，授翰林院檢討，官至洗馬。
與王漁洋相善，康熙元年（1662年）六月十五日，曾与王漁洋、袁于令、杜浚、蒋阶、朱国桢、张养重、刘梁崧、陈允衡、陈维崧、王又旦等泛舟扬州红桥，撰成《红桥唱和词》。有《西轩纪年集》。

## 家族
弟丘象升。